# Домпрел
Домпрел (фр. Domprel) насеље је и општина у источној Француској у региону Франш-Конте, у департману Ду која припада префектури Безансон.
По подацима из 2011. године у општини је живело 157 становника, а густина насељености је износила 16,7 становника/km². Општина се простире на површини од 9,4 km². Налази се на средњој надморској висини од 713 метара (максималној 789 m, а минималној 680 m).

## Демографија
| 1962. | 1968. | 1975. | 1982. | 1990. | 1999. | 2011. |
| ----- | ----- | ----- | ----- | ----- | ----- | ----- |
| 182   | 185   | 133   | 122   | 122   | 127   | 157   |

График промене броја становника у току последњих година